# Frampton (Dorset)
Pour les articles homonymes, voir Frampton (homonymie).
Frampton est une paroisse civile et un village du Dorset, en Angleterre.